# Gustave Rudler
Gustave Rudler, né le 11 janvier 1872 à Besançon et mort le 17 octobre 1957 dans le 16e arrondissement de Paris, est un universitaire français.
Premier titulaire de la chaire de littérature française Maréchal Foch, il est le cofondateur de la French Quarterly, première revue savante de langue anglaise à traiter de littérature française.

## Biographie
Fils du professeur de lycée baldersheimois Aloyse Rudler et de Marie Alphonsine Lasale, Rudler a commencé ses études au collège Sainte-Barbe puis au lycée Louis-le-Grand, avant d’intégrer l’École normale supérieure. À sa sortie, il enseigne dans différents lycées, dont Louis-le-Grand, et prépare, sous la direction de Gustave Lanson, une thèse consacrée à Benjamin Constant.
Agrégé, docteur d’état en 1908, maitre de conférences en Sorbonne, il intègre Bedford College, comme professeur de français, en 1913, avant de retourner en France pour toute la durée de la Première Guerre mondiale. Retourné, au retour de la paix, en Angleterre où il passera le restant de sa vie universitaire, il est le premier titulaire, en 1920, de la chaire de littérature française Maréchal Foch nouvellement crée par Basil Zaharoff à l’université d'Oxford.
Arrivé en Angleterre avec de brillantes références et de solides publications sur Benjamin Constant à son actif, ses travaux ultérieurs n’ont pas été à la hauteur des attentes que ce dossier aurait pu faire espérer, peut-être en raison de la stérilité de la méthode critique, basée sur l’explication de texte fondée sur le déterminisme socio-historique de l’œuvre étudiée, héritée de son directeur de thèse. Il n’a guère publié que des manuels de français ou procédé à des éditions scientifiques. Il a néanmoins cofondé la première revue savante de langue anglaise à traiter de la littérature française, French Quarterly, publiée de 1919 à 1932, dont il a également été le premier rédacteur en chef. Nommé fellow du All Souls College d'Oxford, il est retourné en France, à son départ en retraite en 1949.

## Publications
- L’Explication française, Principes et applications, Paris, 1902.
- La Jeunesse de Benjamin Constant (1767-1794) : le disciple du XVIIIe siècle ; utilitarisme et pessimisme ; Mme de Charrière. D’après de nombreux documents inédits, Paris, 1908, xi-542 p., portr., in-8º (OCLC 1254857484, lire en ligne sur Gallica).
- avec N. Berthonneau, Le français par l’observation sensible, Paris, Juven, 1910.
- Les Techniques de la critique et de l’histoire littéraires en littérature française moderne, Oxford, 1923.
- avec Norman C. Anderson, Collins contemporary French dictionary : French-English, anglais-français, Revised by Anthony C, Brench [and others], Londres, 1952.

### Éditions scientifiques
- Benjamin Constant, Adolphe, Manchester, 1919.
- Jules Michelet, Jeanne d’Arc, 2 vol., Paris, 1925.
- Michelet, historien de Jeanne d’Arc, 2 vol., Paris, 1925-1926.
- Benjamin Constant, Adolphe, Paris, 1935.
- Mme de Staël, Lettres inédites à Juste Constant de Rebecque 1795-1812, Paris, 1937.
- Racine, Mithridate, Oxford, 1943.
- Molière, Le Misanthrope, Oxford, 1947.
- avec Jacob Peter Mayer Alexis de Tocqueville, Correspondance anglaise, Paris, 1954.